# Салихов, Шамиль Магомедраупович
Шамиль Магомедраупович Салихов (26 июля 1988, Хасавюрт, Дагестанская АССР, РСФСР, СССР) — российский и узбекистанский борец вольного стиля, призёр чемпионата России. Аварец по национальности.

## Спортивная карьера
Занимался в спортивной школе хасавюртовского «Динамо» у тренера С. Алиасхарова. В августе 2004 года стал чемпионом Европы среди кадетов в весовой категории до 42 кг. В июле 2006 года стал бронзовым призёром чемпионата России в Нижневартовске. В 2007 году неудачно выступил на юниорском первенстве мира в Пекине, где занял 15 место. В ноябре 2012 года стал бронзовым призёром турнира имени Али Алиева в Махачкале. В 2013 году неудачно выступил на Гран-При Ивана Ярыгина в Красноярске. После чего выступал за Узбекистан.

## Спортивные результаты на крупных турнирах
- Чемпионат Европы среди кадетов 2004 — ;
- Чемпионат России по вольной борьбе 2006 — ;